# یونین پینت (جورجیا)
یونین پینت، جورجیا (به انگلیسی: Union Point, Georgia) یک شهر در ایالات متحده آمریکا با جمعیت ۱٬۶۶۹ نفر است که در جورجیا واقع شده‌است.

## موقعیت جغرافیایی
موقعیت جغرافیایی شهرها و مناطق اطراف به شرح زیر است: